# (35012) 1981 EU2
1981 EU2 (asteroide 35012) é um asteroide da cintura principal. Possui uma excentricidade de 0.09244930 e uma inclinação de 11.14578º.
Este asteroide foi descoberto no dia 2 de março de 1981 por Schelte J. Bus em Siding Spring.